# Meat Puppets
Meat Puppets (МФА: [miːt ˈpʌpəts]) — американская рок-группа, созданная братьями Куртом и Крисом Кирквудами, совместно с Дерреком Бостромом, в Фениксе, штат Аризона, в 1980 году. Широкую популярность получила, не в последнюю очередь, благодаря группе «Nirvana», исполнившей на своем концерте MTV Unplugged in New York три песни Meat Puppets вместе с самими Куртом и Кристом Кирквудами. Музыкальный стиль группы обычно определяют как панк-рок, однако она сумела создать своё собственное уникальное звучание, смешивая психоделический рок, кантри и мексиканские народные мотивы и являясь одним из основателей т. н. кантри-панка, или кау-панка (ковпанка, cowpunk).

## Ранние годы (1980—1990)
Группа была создана в январе 1980 года в Фениксе, штат Аризона братьями Куртом и Крисом Кирквудами и Дерриком Бостромом. Курт играл на гитаре и пел, Крис играл на басу и также пел (в основном, как бэк-вокал), а Деррик — на барабанах. Первоначальное название коллектива было Bastions Of Immaturity («Бастионы незрелости»), но в июне 1980 оно сменилось на Meat Puppets — так называлась песня, написанная Куртом (её можно услышать на одноимённом дебютном альбоме команды). Первые работы группы — мини-альбом In The Car и альбом Meat Puppets — представляли собой довольно хаотичный, но вполне «традиционный» хардкор-панк и привлекли внимание лейбла SST Records.
В 1983 году группа записала альбом Meat Puppets II, где впервые проявился её индивидуальный музыкальный стиль — она экспериментировала с саундом эйсид-рока и мелодиями в стиле кантри. Альбом, наряду с работами таких групп как Violent Femmes и Gun Club, является одним из первых альбомов кантри-панка.
Звучание третьего лонгплея Up On The Sun, вышедшего в 1985 году, напоминает саунд группы The Byrds, и это повлекло недовольство фанов Meat Puppets, посчитавших, что команда стала предавать идеалы панк-рока и стала звучать слишком «по-хипповски». Meat Puppets давали концерты по всем США почти без перерыва, но после выпуска в 1986 году мини-альбома Out My Way она ненадолго прервала свою деятельность, так как Курт сломал палец, защемив его дверью гастрольного автобуса. Травма вызвала осложнения и привела к переносу даты релиза нового альбома Mirage (1987). Но в конце того же 1987 года группа наверстала упущенное — был выпущен ещё один студийный альбом Huevos (в переводе с испанского значит «яйца» (eggs)). В отличие от «выглаженного» саунда предыдущего альбома, звук Huevos сырее, менее обработанный, многие песни на нем были записаны с первого раза, «живьём», а весь альбом закончен буквально за три дня августа 1987.
Следующий номерной альбом Monsters был выпущен в 1989 году.

## На большом лейбле (1991—1995)
В ноябре 1993 лидер Nirvana Курт Кобейн пригласил Курта и Криса Кирквудов к участию в акустическом концерте MTV Unplugged In New York, на котором были исполнены кавер-версии песен «Plateau», «Oh Me» и «Lake of Fire» (все три — с альбома Meat Puppets II). Через полгода Кобейн покончил с собой, а запись концерта, вышедшая в ноябре 1994 года, стала «лебединой песней» группы и привлекла внимание широкой аудитории к творчеству Meat Puppets. Группу начали приглашать на выступления, в том числе и на выступления по телевидению. У коллектива начали появляться новые слушатели.
Альбом Too High To Die (1994), спродюсированный гитаристом группы Butthole Surfers Полом Лири, стал первым коммерческим успехом команды — он был продан в количестве 500000 копий (что превышало продажи всех предыдущих альбомов вместе взятых) и стал золотым.
Альбом 1995 года No Joke! явился последним альбомом группы, записанным ею в оригинальном составе. У Криса Кирквуда обострились проблемы, связанные с употреблением героина и крэка (к последнему он пристрастился во время тура в поддержку No Joke!). Он практически перестал выходить из дома, а если и выходил, то только для того, чтобы купить новую дозу. В его доме погибли от передозировки два человека — его лучший друг вместе со своей женой.

## Перерыв и воссоединение (1996—2001)
В 1996 Деррик записал свой сольный мини-альбом Today’s Sounds, а в 1999 году принял участие в переиздании первых семи альбомов группы и выпуске её первого «живого» релиза Live In Montana. Курт основал свой собственный проект Royal Neanderthal Orchestra («Королевский неандертальский оркестр»), но сменил его название на старое Meat Puppets для того, чтобы выпустить мини-альбом You Love Me (1999) и альбомы Golden Lies (2000) и Live (2002), видимо, посчитав, что раскрученный бренд привлечет большее внимание аудитории. На тот момент состав команды был: Курт (гитара, вокал), Кайл Эллисон (гитара, вокал), Эндрю Даплантис (бас, вокал), Шэндон Сам (ударные) — из «классического» состава Meat Puppets остался один только Курт Кирквуд.

## Распад группы (2002—2005)
В 2002 году группа распалась, когда Курт занялся сотрудничеством с группами Eyes Adrift и Volcano и записью своего сольного альбома, который вышел в 2005 под названием Snow.
В декабре 2003 Крис Кирквуд был арестован за нападение на полицейского в Фениксе. Полицейский, защищаясь, выстрелил два раза в живот Крису и тяжело ранил его, что привело к госпитализации и обширной операции. Суд приговорил Криса к тюремному заключению. Освобожден он был в июле 2005.

## Второе воссоединение (с 2006)
24 марта 2006 Курт Кирквуд обратился к фанатам группы со страницы Meat Puppets на MySpace.com с вопросом, будут ли они заинтересованы в воссоединении группы в оригинальном составе. Получив сотни положительных ответов, группа заявила о своем воссоединении, но без оригинального барабанщика Деррика Бострома. Первоначально планировалось заменить его ударником группы Primus Тимом Александром, но, в конце концов, новым барабанщиком стал Тед Маркус. С середины до конца 2006 группа записывала новый альбом Rise To Your Knees, который вышел 17 июля 2007 года. На данный момент в составе группы числятся также Элмо Кирквуд (сын Курта Кирквуда, гитарист) и Рон Стабински (клавишник).

## Дискография

### Студийные альбомы
| Дата релиза      | Название           | Лейбл            |
| ---------------- | ------------------ | ---------------- |
| 1982             | Meat Puppets       | SST Records      |
| 1983             | Meat Puppets II    | SST Records      |
| 1985             | Up on the Sun      | SST Records      |
| 1987             | Mirage             | SST Records      |
| 1987             | Huevos             | SST Records      |
| 1989             | Monsters           | SST Records      |
| 1991             | Forbidden Places   | London Records   |
| 1994             | Too High to Die    | London Records   |
| 3 октября 1995   | No Joke!           | London Records   |
| 26 сентября 2000 | Golden Lies        | Atlantic Records |
| 17 июля 2007     | Rise to Your Knees | Anodyne Records  |

### Мини-альбомы
- In A Car
- Out My Way
- Raw Meat
- You Love Me

### Синглы
- Swimming Ground
- I Am A Machine
- I Can’t Be Counted On
- Sam
- Whirpool
- Backwater
- We Don’t Exist
- Tender Cuts
- Meat Puppets Promo
- Roof With A Hole
- Lake of Fire
- Scum
- Taste Of Sun
- Armed And Stupid